# Love Me Do
1962. október 5-én (az Egyesült Államokban 1964. április 27-én) jelent meg a Beatles Love Me Do című dala a Love Me Do/P.S. I Love You című kislemezen. Ez volt a zenekar történetének első kislemeze. A dal John Lennon és Paul McCartney együttműködésének gyümölcse, amelyet nagyrészt McCartney írt 1958-1959-ben. ISWC kódja T-927.325.528-0 és T-010.078.385-4; más címeken: Please love me do, From me to you, Jen suis fou, P.S. Love me do, Love me do red blue, Alta ragazza, Ragazza diversa. 
A Beatles menedzsere, Brian Epstein felvette a kapcsolatot az EMI-nál dolgozó  George Martin hangmérnökkel. Az együttes 1962 júniusában stúdióba vonult. George Martin nem volt elégedett a munkával, ezért szeptember 4-re visszahívta az együttest. Pete Best helyét Ringo Starr vette át a doboknál. Ringo rossz hangulata miatt a felvételt tizenötször meg kellett ismételni. Az együttes szeptember 11-én ismét megjelent a stúdióban, de Ringo helyett Andy White session-dobos játszott, vele vették fel újra a Love Me Do, a P.S. I Love You és a Please Please Me című számokat, Ringo a csörgődobot rázta.
A kislemez először 1962. október 5-én jelent meg, piros színű címkével, ezen Ringo dobjátéka hallható, a fél évvel később fekete címkével kiadott kislemezen pedig Andy White dobol. Ez a felvétel hallható a Please Please Me c. nagylemezen.

## Közreműködők
- Ének: John Lennon, Paul McCartney

Hangszerek:
- John Lennon: harmonika
- Paul McCartney: basszusgitár
- George Harrison: akusztikus gitár
- Ringo Starr: csörgődob
- Andy White: dob

## Fordítás
- Ez a szócikk részben vagy egészben a Love Me Do című angol Wikipédia-szócikk ezen változatának fordításán alapul.  Az eredeti cikk szerkesztőit annak laptörténete sorolja fel. Ez a jelzés csupán a megfogalmazás eredetét és a szerzői jogokat jelzi, nem szolgál a cikkben szereplő információk forrásmegjelöléseként.